# Laurent Grévill
 (mai 2022).
Si vous disposez d'ouvrages ou d'articles de référence ou si vous connaissez des sites web de qualité traitant du thème abordé ici, merci de compléter l'article en donnant les références utiles à sa vérifiabilité et en les liant à la section « Notes et références ».
Laurent Grévill est un acteur français, né le 18 juin 1961 à Saint-Mandé.

## Filmographie

### Cinéma
- 1987 : Hôtel de France de Patrice Chéreau : Michel
- 1988 : Camille Claudel de Bruno Nuytten : Paul Claudel
- 1990 : Le Bal du gouverneur de Marie-France Pisier : Dr Michel Royan
- 1990 : Modigliani (Modi) de Franco Brogi Taviani : Léopold Zborowski
- 1991 : L'Année de l'éveil de Gérard Corbiau : Julien
- 1992 : The More I See You de Josef Aichholzer : Paul
- 1993 : Le Bateau de mariage de Jean-Pierre Améris : Pierre Tessier
- 1993 : L'Ecrivain public de Jean-François Amiguet : Michel
- 1993 : Rupture(s) de Christine Citti : Lucien
- 1994 : J'ai pas sommeil de Claire Denis : le docteur
- 1994 : Oublie-moi de Noémie Lvovsky : Eric
- 1995 : Jack & Sarah de Tim Sullivan : Alain
- 1996 : À qui tu parles ? de Michel Fessler (court métrage) :
- 1997 : Les Raisons du cœur (Flammen im Paradies) de Markus Imhoof : Gustave Walser
- 1998 : Fantômes de Tanger d'Edgardo Cozarinsky : le visiteur
- 2002 : Une affaire privée de Guillaume Nicloux : Josselin
- 2002 : L'Homme de la Riviera (The Good Thief) de Neil Jordan : le manager du Casino
- 2003 : Il est plus facile pour un chameau... de Valeria Bruni Tedeschi : le médecin
- 2003 : Mariées mais pas trop de Catherine Corsini : Jean-Daniel
- 2003 : Inquiétudes de Gilles Bourdos : Richard Gardet
- 2004 : Comme une image d'Agnès Jaoui : Pierre Millet
- 2006 : Le Concile de pierre de Guillaume Nicloux : Daguerre
- 2007 : Le Candidat de Niels Arestrup : Philippe Challe
- 2007 : Actrices de Valeria Bruni Tedeschi : Arthur
- 2007 : Le Mal sacré de Grégory Boutboul (court métrage) : Mikhail Dostoïevski
- 2008 : Il y a longtemps que je t'aime de Philippe Claudel : Michel
- 2009 : Les Mots de Marcin Dudziak (court métrage) : le fils
- 2011 : Ma compagne de nuit d'Isabelle Brocard et Hélène Laurent : Antoine
- 2013 : Les Salauds de Claire Denis : Jacques
- 2015 : Un homme idéal de Yann Gozlan : Stéphane Marsan
- 2017 : Un beau soleil intérieur de Claire Denis : François
- 2023 : Jeanne du Barry de Maïwenn : l'artiste peintre
- 2024 : Madame de Sévigné d'Isabelle Brocard : Roger de Bussy-Rabutin

### Télévision
- 1984 : Emmenez-moi au théâtre (collection) : Le Bonheur à Romorantin d'Alain Dhénaut (téléfilm) : Claude
- 1985 : Néo polar : La Théorie de 1% de Gérard Marx (série) : le soldat allemand
- 1986 : Le Rire de Caïn de Marcel Moussy (mini série) : Rocky
- 1987 : Hôtel de police, épisode Charité bien ordonnée de Jean-Pierre Prévost (série) : Blanchot
- 1989 : Les Jupons de la révolution : Talleyrand ou les lions de la revanche de Vincent de Brus (série) : Auguste de Choiseul
- 1990 : Moi, général de Gaulle de Denys Granier-Deferre (téléfilm) : Gilles
- 1990 : Le Chemin solitaire de Luc Bondy (téléfilm) : Félix
- 1995 : Le Blanc à lunettes d'Edouard Niermans (téléfilm) : Ferdinand
- 1997 : Somnia ou le voyage en hypnopompia d'Hélène Guétary (téléfilm) : Apollo
- 2000 : Chambre no 13 : Amor de Myriam Donasis (série) : voix de Michel
- 2007 : Les Prédateurs de Lucas Belvaux (téléfilm) : Michel Brulard
- 2012 : Nos retrouvailles de Josée Dayan (téléfilm) : François Andrieu
- 2013 : Tango, épisode Le Coup du lapin de Nicolas Herdt (téléfilm) : Jacques Verneuil
- 2014 : Détectives (série) : Charles
- 2015 : Ainsi soient-ils, saison 3 (série) : Jean-Louis Valadon
- 2018 : Capitaine Marleau de Josée Dayan, épisode Double jeu (série) : Anthony Guichard
- 2018-2020 : Le Bureau des légendes, saisons 4 et 5 (série) : Ponte
- 2020 : Black and White de Moussa Sène Absa (mini-série) : Richard Favier
- 2022 : Capitaine Marleau de Josée Dayan, épisode Héros malgré lui (série) : Jean-Pierre Valas

## Théâtre
- 1983 : Le Bonheur à Romorantin de Jean-Claude Brisville, mise en scène d'Andréas Voutsinás, Théâtre des Mathurins
- 1987 : Platonov d'Anton Tchekhov, mise en scène Patrice Chéreau, Festival d'Avignon, Théâtre Nanterre-Amandiers, Platonov
- 1989 : Le Chemin solitaire d'Arthur Schnitzler, mise en scène Luc Bondy, Théâtre Renaud-Barrault
- 1990 : L'Ourse blanche de Daniel Besnehard, mise en scène Claude Yersin, Nouveau théâtre d'Angers
- 1991 : L'Ourse blanche de Daniel Besnehard, mise en scène Claude Yersin, Théâtre Paris-Villette
- 1991 : Britannicus de Racine, mise en scène Alain Françon, Théâtre des Nuages de neige Annecy, Théâtre des Treize Vents
- 1998 : Phèdre de Jean Racine, mise en scène Luc Bondy, Théâtre Vidy-Lausanne, Odéon-Théâtre de l'Europe, Théramène
- 2003 : La Campagne de Martin Crimp, mise en scène Louis-Do de Lencquesaing, Maison des arts et de la culture de Créteil, Théâtre de l'Œuvre
- 2009 : Une passion Anaïs Nin-Henry Miller conçu, écrit et mise en scène Delphine de Malherbe, d'après le journal d’Anaïs Nin, Théâtre Marigny
- 2010 : Une passion Anaïs Nin-Henry Miller, Théâtre Marigny
- 2010 : Maison de poupée d'Henrik Ibsen, mise en scène Jean-Louis Martinelli, Théâtre Nanterre-Amandiers
- 2012 : Maison de poupée d'Henrik Ibsen, mise en scène Jean-Louis Martinelli, Théâtre Nanterre-Amandiers, CDDB-Théâtre de Lorient, Théâtre national de Nice, Schauspielhaus, Théâtre du Gymnase
- 2015 : Ivanov d'Anton Tchekhov, mise en scène Luc Bondy, Théâtre de l'Odéon
- 2016 : Le Tartuffe de Molière, mise en scène Luc Bondy, Théâtre de l'Odéon
- 2021 : Quai Ouest de Bernard-Marie Koltès, mise en scène Ludovic Lagarde, Théâtre national de Bretagne